# Рене-П'єр Квентен
Рене-П'єр Квентен (фр. René-Pierre Quentin, нар. 5 серпня 1943, Коломбе-Мюра) — швейцарський футболіст, що грав на позиції півзахисника. Виступав, зокрема, за клуби «Сьйон» та «Цюрих», а також національну збірну Швейцарії.

## Клубна кар'єра
У дорослому футболі дебютував 1963 року виступами за команду «Сьйон», в якій провів п'ять сезонів. У 1965 році футболіст виграв кубок Швейцарії. У фінальному матчі «Сьйон» переміг «Серветт» з рахунком 2:1, нападник провів на полі весь матч.
У 1968 році Рене-П'єр перейшов у «Цюрих». Відіграв за команду з однойменного міста наступні три сезони своєї ігрової кар'єри. У 1970 році футболіст виграв кубок Швейцарії. У фінальному матчі проти «Базеля» нападник зрівняв рахунок на 72 хвилині, а в додатковий час його клуб забив ще три м'ячі і здобув трофей.
1971 року повернувся до клубу «Сьйон», за який відіграв ще 4 сезони і 1974 року втретє у своїй кар'єрі став володарем національного кубку. Завершив професійну кар'єру футболіста виступами за команду «Сьйон» у 1975 році.

## Виступи за збірну
14 листопада 1964 року дебютував в офіційних матчах у складі національної збірної Швейцарії в грі проти Північної Ірландії у відбірковому турнірі до чемпіонату світу 1966 року, в якій відзначився голом, принісши своїй команді перемогу 2:1. 
У складі збірної був учасником чемпіонату світу 1966 року в Англії. На турнірі футболіст зіграв 2 матчі і забив гол у ворота Іспанії (1:2). Цей гол виявився єдиним для швейцарської команди на тому турнірі.
Останній матч за збірну Рене-П'єр Квентен провів 22 червня 1973 року проти Шотландії (1:0). Загалом протягом кар'єри у національній команді, яка тривала 10 років, провів у її формі 34 матчі, забивши 10 голів.

## Титули і досягнення
- Володар Кубка Швейцарії (4):

«Сьйон»: 1964/65, 1973/74
«Цюрих»: 1969/70